# Ruud Janssen
Ruud Janssen (ur. 1 maja 1979 w Venray) – holenderski szachista, arcymistrz od 2011 roku.

## Kariera szachowa
Wielokrotnie reprezentował Holandię na mistrzostwach świata i Europy juniorów w różnych kategoriach wiekowych. Był również wielokrotnym medalistą mistrzostw Holandii juniorów, m.in. w latach 1996 (dz. I–II m. w kategorii do 20 lat), 1997 (dz. I–III m. w kategorii do 18 lat), 1998 (I m. w kategorii do 20 lat).
W 1998 r. zwyciężył w międzynarodowym turnieju, rozegranym w Sas van Gent. W 2003 r. zajął ex aequo II m. (za Erikiem Lobronem, wspólnie z Bu Xiangzhim) w jednej z towarzyszących grup festiwalu Corus w Wijk aan Zee. W 2005 r. zajął ex aequo IV m. w finale indywidualnych mistrzostw Holandii w Leeuwarden. W 2007 r. wypełnił pierwszą normę dla tytułu arcymistrza podczas drużynowych rozgrywek w Niemczech. Drugą normę wypełnił w 2008 r. w otwartym turnieju w Kawali (dz. III m. za Aleksandrem Grafem i Steliosem Chalkiasem, wspólnie z m.in. Albertem Davidem, Kiriłem Georgiewem i Mirceą Parligrasem), zajął również III m. w Haarlemie (za Władimirem Burmakinem i Kevinem Spraggettem). W 2011 r. wypełnił trzecią arcymistrzowską normę, ponownie zajmując III m. w Haarlemie (za Maksimem Turowem i Robinem van Kampenem).
Najwyższą pozycję w rankingu w dotychczasowej karierze osiągnął 1 stycznia 2020 r. z wynikiem 2536 punktów.